# Гиромагнитное отношение
Гиромагни́тное отноше́ние (магнитомехани́ческое отноше́ние) — отношение дипольного магнитного момента элементарной частицы (или системы элементарных частиц) к её механическому моменту.
В системе СИ единицей измерения гиромагнитного отношения является с·А·кг−1 = с−1·Тл−1. Часто подразумевается, что гиромагнитное отношение измеряется в единицах q/(2m) (в СИ) или q/(2mc) (в СГС), где с — скорость света, q и m — заряд и масса частицы, соответственно. В этом случае оно выражается безразмерной величиной.
Для различных состояний атомной системы гиромагнитное отношение определяется формулой
{\displaystyle \gamma =g\gamma _{0}\,\!,}
где g — множитель Ланде (частный случай g-фактора), γ0 —  единица гиромагнитного отношения, в системе СГС имеющая вид:
{\displaystyle \gamma _{0}={\frac {-e}{2m_{e}c}}\,\!,}
где e — элементарный заряд, me — масса электрона, с — скорость света. В СИ единица гиромагнитного отношения имеет вид:
{\displaystyle \gamma _{0}={\frac {-e}{2m_{e}}}.}
В случае ядер, за единицу гиромагнитного отношения принимают величину
{\displaystyle \gamma _{0}={\frac {e}{2m_{p}c}}\,\!,}
где mp — масса протона.
Согласно классической теории, гиромагнитное отношение является коэффициентом пропорциональности между угловой скоростью прецессии магнитного момента, помещённого во внешнее магнитное поле, и вектором магнитной индукции.
{\displaystyle {\vec {\Omega }}=\gamma {\vec {B}}.}
В квантовой теории гиромагнитным отношением определяется величина расщепления уровней в эффекте Зеемана.